# Hornblower på Hotspur
Hornblower på Hotspur (Hornblower and the Hotspur, 1962) är C.S. Foresters tionde roman om sjöofficeren Horatio Hornblower.

## Handling
Hornblower står framför altaret och är på väg att göra sitt livs viktigaste val – han ska gifta sig. Men bara två dagar efter bröllopet får Hornblower en förseglad order om att bevaka Frankrikes kust med H.M.S. korvett Hotspur. Hornblower gäckar franska fregatter, räddar Irland från invasion och spränger ett fort. Hotspur far ganska illa av tiden till sjöss och måste renoveras flera gånger. Trots allt detta får Hornblower inga prispengar, men han får däremot en son och en utnämning till kommendörkapten.